# Albert Mérat
Pour les articles homonymes, voir Mérat.
Albert Mérat, né le 23 mars 1840 à Troyes et mort le 16 janvier 1909 à Paris 14e, est un poète français.

## Biographie
Albert Mérat est né dans une famille d'avocats. Il fait d'abord des études de droit, puis entre dans l'administration comme employé dans les bureaux de la préfecture de la Seine. C'est là qu'il rencontre Paul Verlaine et Léon Valade. Il écrit en 1863 avec Valade son premier 
Il était loué par les poètes de son époque, et Rimbaud, dans sa lettre à Paul Demeny du 15 mai 1871, le considérait comme visionnaire et en faisait, presque, l'égal de Verlaine, qui lui dédia son poème Jadis. À la suite d'une dispute avec Rimbaud, lors d'un dîner chez les Vilains Bonshommes, Mérat refuse de poser pour Fantin-Latour sur son fameux tableau Un coin de table. Son nom ainsi que son œuvre semblent restés, et restent encore, méconnus du grand public.

Vers 1875, il devient attaché à la présidence du Sénat au Luxembourg. Après deux décennies sans publications, il revient à la poésie en publiant une dizaine de recueils. Les dernières années de sa vie, il était bibliothécaire au Sénat. Sa santé mentale s'étant dégradée, il fut hospitalisé à la Maison de Santé de la Glacière. Le lendemain matin, 16 janvier 1909, il fut trouvé à son domicile 

« mort, la tête enveloppée dans son édredon, la tempe deux fois trouée, avec tant de soin que le beau masque olympien, auquel il tenait tant, n'était pas endommagé, et que la mort brusque avait à peine altéré ses traits. »

Albert Mérat a été décoré chevalier de la Légion d'honneur. Henri-Léopold Lévy a fait son portrait.

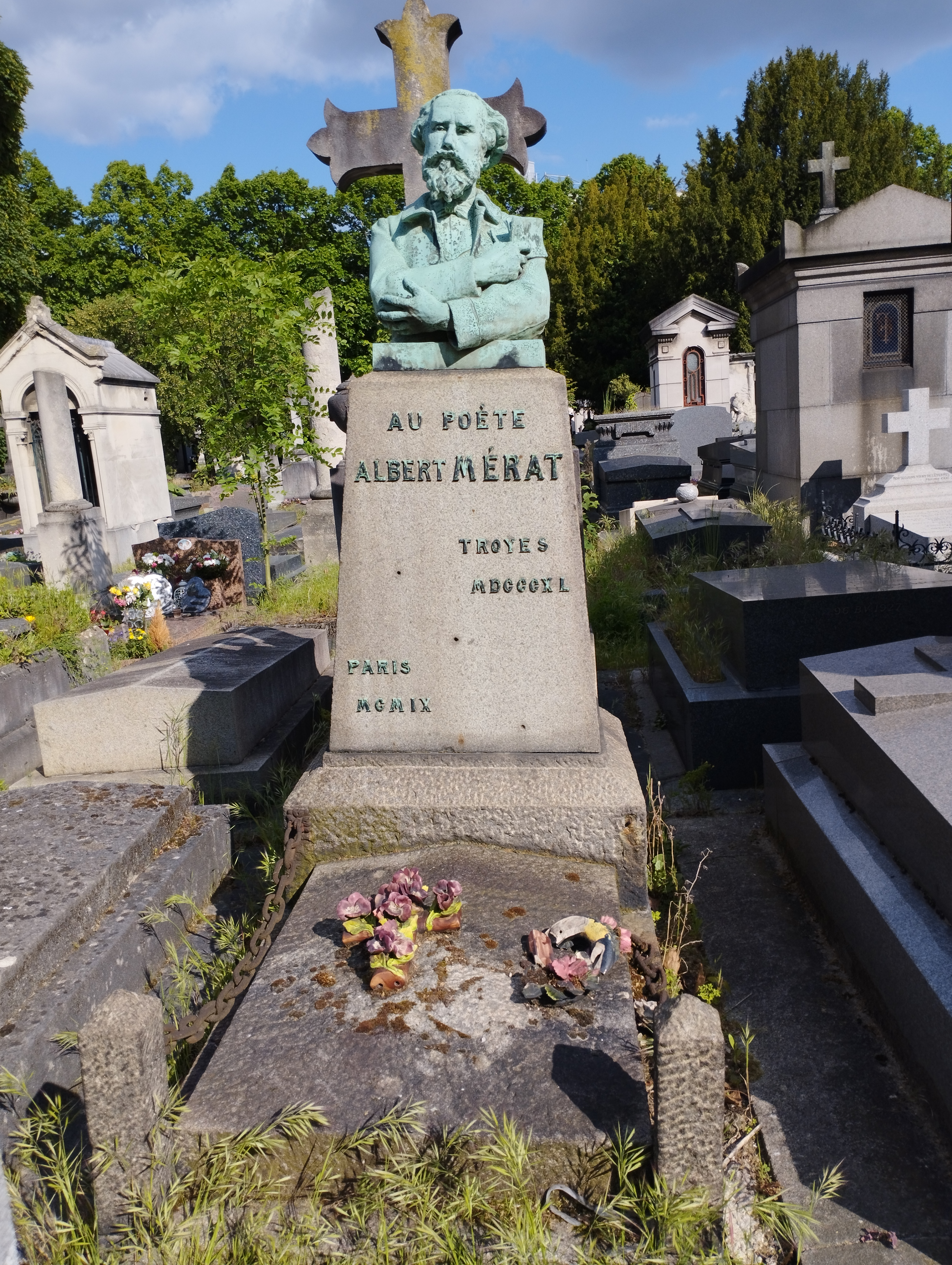
Tombe d'Albert Mérat au cimetière du Montparnasse (division 27, petit cimetière).

Il est inhumé au cimetière du Montparnasse (27e division). Son buste en bronze par Alphonse Saladin orne sa tombe.

## Œuvres
- Avril, mai, juin, sonnets (1863)
- Les Chimères : sonnets ; Le livre de l'amie ; Tableaux de voyage, Paris, 1866 (lire en ligne sur Gallica)
- L'Idole (1869)
- Traduction en français de L'Intermezzo, de Heinrich Heine, en collaboration avec Léon Valade, 1868.
- Les Villes de marbre, poèmes  (poésies couronnés par l'Académie française), Paris, 1869 (lire en ligne sur Gallica).
- Les Souvenirs, Paris, 1872 (lire en ligne sur Gallica).
- L'Adieu (1873)
- Printemps passé, poème parisien (1876)
- Au fil de l'eau, Paris, 1877 (lire en ligne sur Gallica).
- Poèmes de Paris ; Parisiennes ; Tableaux et paysages parisiens, Paris, 1880 (lire en ligne sur Gallica).
- Poésies de Albert Mérat, 1866-1873. Les Chimères. L'Idole. Les Souvenirs. Les Villes de marbre (1898)
- Vers le soir. Impressions et souvenirs. Intermède. Petit poème. Hommes et choses (1900)
- Triolet des Parisiennes de Paris (1901)
- Les Joies de l'heure : choses passées, le coin des poètes, impressions et notes d'art, deux peintres, conseils du poète à lui-même, Paris, 1902 (lire en ligne sur Gallica).
- Chansons et madrigaux : chansons, madrigaux, camées parisiens (1902)
- Vers oubliés : : chansons d'été, fleurs d'avril, Paris, 1902 (lire en ligne sur Gallica).
- Petit Poème (1903)
- Les Trente-six quatrains à Madame (1903)
- Les Trente-six dédicaces pour les Trente-six quatrains à Madame (1903)
- La Rance et la mer, paysages bretons (1903)
- Quelques pages avant le livre : pour les lettres, autres vers oubliés, épigrammes, Paris, 1904 (lire en ligne sur Gallica).
- Œuvres choisies, 1863-1904 (1906)
- Poèmes de Paris ; Au fil de l'eau : 1877-1880, Paris, 1907 (lire en ligne sur Gallica).

## Prix littéraires
- Prix Maillé-Latour-Landry 1866 de l'Académie française pour Les Chimères : sonnets ; Le livre de l'amie ; Tableaux de voyage
- Prix Lambert 1874 de l'Académie française
- Prix Archon-Despérouses 1901 de l'Académie française pour Vers le soir. Impressions et souvenirs. Intermède. Petit poème. Hommes et choses